# Fridrich I. ze Saluzza
Fridrich I. ze Saluzza (1287 – 1336) byl markrabětem ze Saluzza v severní Itálii.
Narodil se jako nejstarší syn Manfréda IV. ze Saluzza a jeho první manželky Beatrix Sicilské. Jeho prarodiči z matčiny strany byli král Manfréd Sicilský a Helena Angelina Dukaina.
Byl pominut, když otec jmenoval svým nástupcem Fridrichova mladšího nevlastního bratra z otcova druhého manželství s Isabelou Doriou. Po smrti Manfréda IV. v roce 1330 vypukla občanská válka a dva roky bojovali bratři o markrabství. S pomocí svého bratrance Amadea VI. Savojského se stal Fridrich 29. července 1332 jediným vládcem saluzzského markrabství.

## Manželství a potomci
Fridrich se poprvé oženil s Markétou de La Tour du Pin, dcerou Humberta I. z Viennois. Měli spolu dvě děti:
- Tomáš II. ze Saluzza
- dcera, která se provdala za Pietra Cambiana, Lorda Ruffia

Fridrichovou druhou manželkou byla Giacomina z Biandrete, dcerou Viléma, Lorda ze San Giorgio. Neměl s ní žádné známé potomky.
Fridrich měl také nemanželského syna Giacoma, Lorda z Brondello.